# Pocky and Rocky 2
Pocky & Rocky 2, publié au Japon sous le titre de Kiki Kaikai: Tsukiyo Soushi (奇々怪界 月夜草子), est un jeu vidéo de shoot 'em up développé et publié par Natsume sur Super Famicom au Japon le 17 juin 1994. En Europe, Pocky & Rocky 2 est édité par Ocean Software.

## Gameplay
Pocky & Rocky 2 est un jeu de shoot 'em up disposant d'une caméra qui se déroule en vue de dessus. Le joueur peut se déplacer dans n'importe quelle direction et dispose d'informations affichées en haut de l'écran : le score, le temps restant, le nombre de clés et de pièces récoltées. Le nombre de vies est affiché au bas de l'écran. Pocky & Rocky 2 peut se jouer à 2 joueurs simultanément. Pocky est le personnage principal du jeu, elle peut attaquer à distance en utilisant des cartes magiques ou attaquer au corps-à-corps à l'aide d'une baguette magique. Elle peut également projeter son partenaire Rocky sur l'ennemi. Le joueur peut dépenser les pièces laissées par les ennemis vaincus dans une boutique. La boutique propose divers objets, une clé, une boule de cristal qui augmente la puissance de feu, le chandail pour augmenter le nombre de vêtements pour Pocky et les oreilles de lapin, qui protège le personnage,,.
Pocky dispose d'une magie pour fusionner avec son partenaire. Elle est accompagnée par plusieurs partenaires différents (Rocky, Petite Ninja, Bob la Bombe, Tengy, Épouvantail, Creuse-trous et Ottobot) au fil de l'aventure et chaque fusion possède son propre pouvoir. La fusion de Pocky avec Rocky permet de trouver des objets cachés, la fusion avec la petite ninja permet d'ouvrir les coffres sans avoir besoin de clé, la fusion avec Tengy pour voler vers des zones hors de portée, la fusion avec l'épouvantail pour réaliser un saut plus important, Creuse-trous pour trouver de l'argent en creusant et Ottobot, pour lancer des pierres et voler,,.